# Rosenheim Rebels
Die Rosenheim Rebels sind die American-Football-Abteilung des Mehrspartenvereins SB DJK Rosenheim aus Rosenheim.

## Geschichte
Nach der Gründung der Rebels im Jahre 1989 konnte sich der Verein im Laufe der Jahre stetig verbessern. Im Jahre 1992 schaffte die Mannschaft den Aufstieg in die Bayernliga Süd, in der sie im darauf folgenden Jahr ungeschlagen an Platz 1 stand. In den Play-offs konnte sie sich gegen die Kümmersbruck Red Devils durchsetzen und stieg damit in die 2. Bundesliga Süd auf. Dort etablierte sie sich als Neuling am Ende auf einem beachtlichen 5. Platz von sieben Mannschaften. Dieser Tabellenplatz hätte den Verbleib in der 2. Bundesliga Süd bedeutet, allerdings mussten die Rebels aufgrund einer Ligareform (Gründung der Regionalliga) absteigen.
Aufgrund von Spielerabgängen und der dadurch entstandenen dünnen Spielerdecke konnten die Rebels sich im Jahre 1995 nicht in der neu entstandenen Regionalliga durchsetzen und mussten in die Bayernliga absteigen. Auch in den darauf folgenden Jahren gelang es nicht, die Spieleranzahl ausreichend zu vergrößern, sodass man während der Saison 1998 den Ligabetrieb einstellen musste und für das nächste Jahr nur eine Landesligalizenz bekam. Die nächsten Jahre wurden dazu genutzt, einen gesunden Aufbau der Mannschaft vorzunehmen. 1999 bis 2001 stellte man trotz einzelner Abgänge eine gute Spielerbasis her, auf der man für die nächsten Jahre aufbauen konnte.
Der sportliche Erfolg stellte sich im Jahre 2002 wieder ein. Obwohl der zweite Platz erzielt wurde, stiegen die Rosenheimer aufgrund einer erneuten Ligareform auf und spielten im darauf folgenden Jahr in der Bayernliga Süd, in der sich die Rebels nach einer starken Saison auf Platz 1 wiederfanden. In den Play-offs gegen den Meister der Bayernliga Nord, den Aschaffenburg Stallions, konnten sich die Rebels ebenfalls durchsetzen und stiegen damit in die Regionalliga Süd auf. Im Jahre 2004 etablierten sie sich als Liganeuling erfolgreich und belegten am Ende der Saison den 3. Platz. In der darauf folgenden Saison konnte dieses Ergebnis noch verbessert werden, und so belegte die Mannschaft am Ende der Saison 2005 den zweiten Platz, der zur Play-off-Teilnahme für die 2. Bundesliga Süd berechtigte. Die Play-off-Spiele gingen im direkten Vergleich gegen die Jenaer Hanfrieds verloren.
In den Folgejahren wurden die Rosenheim Rebels von schweren Personalsorgen geplagt. Dies führte in der Folge zum Abstieg in die Landesliga Bayern. In der Saison 2013 wurde auf Grund der schwachen Personalstruktur der Spielbetrieb ausgesetzt. Diese Zeit wurde genutzt um das Team neu zu formieren und zukunftsfähig zu machen. Headcoach Florian Geyer gelang es mit Hilfe des amerikanischen Coaches Dick Fahrney, wieder ein spielfähiges Team aufzubauen. Da es überwiegend aus Rookies bestand, starteten die Rosenheim Rebels in der Saison 2014 in der Aufbauliga. Dort konnten die neuen Rebels Spielerfahrung sammeln. In der Spielsaison 2015 treten die Spieler geführt von Headcoach Peter Gruber in der Landesliga Süd an.
Um den Neuaufbau nicht nur sportlich zu dokumentieren, wurden die Jerseyfarben geändert und für die gesamte Abteilung ein neues modernes Logo eingeführt. In der Landesliga-Saison 2015 gab es einen knappen 24:21-Sieg gegen die Traunreut Munisiers zu feiern, die restlichen Partien wurden leider alle verloren. So ging man 2016 auch wieder mit vielen Rookies und einigen erfahrenen Spielern aus der vergangenen Saison an die Aufgabe Landesliga. Es war eine harte und erfahrungsreiche Saison für die neuformierte Truppe der Rosenheim Rebels. In der kompletten Saison gelang nur ein Sieg, dem jedoch acht Niederlagen gegenüberstanden. Im Jahr 2017 wurde wieder für die Landesliga gemeldet, jedoch aus verschiedenen Gründen wie dem Rückzug einiger Spieler und dem Zerwürfnis mit der Vorstandschaft wurde die Meldung zum Ligabetrieb zurückgezogen. Die Vorstandschaft Hefter/Geier hat den Verein verlassen und T.Kain wurde kommissarischer Vorstand. Im Sommer 2017 wurde von Seiten der Mannschaft Kontakt zu ehemaligen Spielern und Gründungsmitgliedern der Rosenheim Rebels aufgenommen. Im Oktober 2017 wurde ein neuer Vorstand gewählt, der sich zum Ziel gesetzt hat die Rebels wieder an alte Glanzzeiten des Rosenheimer Footballs heranzuführen.
Für die Saison 2018 startete die neuformierte Mannschaft der Rebels in der Aufbauliga. Die neue Vorstandschaft und ihr Team arbeiteten mit Hochdruck und Motivation zusammen mit den neuen Coaches an einer Mannschaft für die Zukunft. Die Vereinsfarben wurden wieder an den Hauptverein SB DJK Rosenheim angeglichen, aber ein wenig modernisiert. Der alte Rebels General wurde rausgenommen und durch ein neues modernes Logo ersetzt. Die Saison 2018 wurde erfolgreich als Tabellenzweiter abgeschlossen, damit gelang der sofortige Aufstieg in die Landesliga Süd. Seit 2018 trainierten auch wieder Cheerleader bei den Rosenheim Rebels, die Rebel Roses Rosenheim. Die Saison 2019 in der Landesliga Süd wurde mit sieben Siegen und nur einer Niederlage auf Platz 1 als Meister abgeschlossen. In den Play-offs um den Aufstieg gewannen die Rosenheim Rebels gegen die Weiden Vikings und unterlagen im letzten Spiel der Saison 2019 den Amberg Mad Bulldogs. Da Weiden ebenfalls gegen Amberg verlor, steigen die Rosenheimer und Amberg auf und spielen 2020 in der Bayernliga.
Nach zwei Jahren Corona-Pandemie geht es nun für die Rebels in die Bayernliga. Mit drei Siegen aus acht Spielen wurde das Saisonziel Klassenerhalt umgesetzt. Die U19 Tackle Jugend musste aufgrund vieler Verletzungen, trotzt SG mit den Traunreut Munisier, aus dem Spielbetrieb genommen werden. Die U16 Flag legte eine fantastische Saison auf den Rasen und gewann souverän ihre Gruppe und holte sich den Meistertitel. Die erstmals am Spielbetrieb teilnehmende U13 Flag Jugend schaffte auf Anhieb den Sprung in das große Finalturnier. Sie schloss die Saison mit einem hervorragenden sechsten von einundzwanzig Plätzen ab.

## Teams der Rosenheim Rebels Saison 2019
- Rosenheim Rebels Seniors – Herren-Football
- Rosenheim Rebels Juniors – Tackle U19
- Rosenheim Rebels Juniors – Jugend-Flag-Football U19
- Rosenheim Rebels Juniors – Jugend-Flag-Football U16
- Rosenheim Rebels Juniors – Jugend-Flag Football U11

## Flag Football
Das Team unter HC Thorsten Bahl ist in der letzten zwei Jahren eins der besten Bayerns. Die U16 der Flag Rebels platzierten sich, mit einem größtenteils aus Rookies bestehenden Team, bei der bayrischen 5 on 5 Flag Football Meisterschaft auf Platz 4. Die Gruppenphase überstanden die Juniors sogar ungeschlagen.
Auch im darauf folgenden Jahr spielen sie ohne Niederlage, jedoch wird keine Meisterschaft seitens des Verbands ausgespielt.

## Platzierungen der letzten Jahre
- 2020 – Keine Season wegen Corona-Pandemie
- 2019 – 1. Landesliga Süd
- 2018 – Aufbauliga
- 2017 – kein Spielbetrieb
- 2016 – 5. Landesliga Süd
- 2015 – 5. Landesliga Süd
- 2014 – 3. Aufbauliga Süd
- 2013 – nicht gemeldet, kompletter Neuaufbau des Herrenteams (das Jugendteam nahm am Spielbetrieb teil)
- 2012 – 4. Landesliga Bayern
- 2011 – 3. Landesliga Bayern Süd
- 2010 – 3. Landesliga Bayern Süd
- 2009 – 2. Landesliga Bayern
- 2008 – 2. Landesliga Bayern
- 2007 – 5. Regionalliga Süd